# Enjoy the Silence
"Enjoy the Silence" je pjesma britanskog sastava Depeche Mode, objavljena kao singl 5. veljače 1990. s njihovog sedmog studijskog albuma Violator. Mnogi je smatraju njihovom najpoznatijom pjesmom.

## Obrade
Gothic metal-sastav Lacuna Coil je snimio obradu pjesme na albumu Karmacode. Sam Depeche Mode i kritičari su odobrili ovu obradu pjesme, a pjesma je ušla u top ljestvicu New York Timesa Top 100 Cover Songs. Snimljene su i dvije verzije glazbenog videa.